# Beremund III de Lleó
Beremund III de Lleó (?, 1017 - Tamarón, 1037) va ser rei de Lleó de 1028 a 1037.

## Orígens familiars
Fill d'Alfons V de Lleó i d'Elvira Menéndez de Melanda. Va pujar al tron el 1028 a la mort del seu pare a Viseu, quan tan sols tenia 11 anys. Durant la minoria d'edat, va actuar com a regent la seva madrastra, la reina Urraca, germana de Sanç III de Pamplona.

## Problemes a Castella
El futur del seu regne va quedar marcat per un succés esdevingut a Lleó, la capital del regne. El 1029, el comte castellà Garcia II de Castella va acudir a aquesta ciutat per casar-se amb la germana de Beremund III, Sança de Lleó. Una vegada allí, va ser assassinat per integrants de la família Vela, en venjança d'un afront sofert pel pare del comte, creant un buit de poder a Castella.
En morir sense descendents, el rei navarrès va envair el territori castellà per a tractar de fer valer els seus drets sobre ell, obtinguts pel seu matrimoni amb Múnia I, cunyada del mort, i va conquerir les terres compreses entre els rius Cea i Pisuerga. Al mateix temps, Sanç III va manar executar la família Vela.
Finalment va ser nomenat Comte de Castella el fill de Sanç III, Ferran I de Castella, que convertiria el comtat en Regne. Quan va arribar la majoria d'edat el 1032, Beremund III va tractar de recuperar els territoris del Regne de Lleó conquerits pel rei de Navarra, però no va tenir èxit. Ho va intentar de nou mitjançant el matrimoni de la seva germana Sança amb Ferran I, però tampoc ho va assolir. Més aviat al contrari, ja que Sanç III va envair el seu territori i va conquistar les ciutats d'Astorga i Lleó, territoris que no va recuperar fins a la mort del rei de Navarra.

## Núpcies
El 1028 es casà amb Ximena de Castella, filla de Sanç I Garcia de Castella i germana de Garcia II de Castella i Múnia I de Castella. D'aquesta unió tingueren un fill que morí en néixer:
- l'infant Alfons de Lleó (1030)

## Mort
Després d'una dura lluita, va reconquerir les terres situades entre el Pisuerga i el Cea, però va morir en la batalla de la Vall de Tamarón el 4 de setembre de 1037 quan intentava ocupar la Tierra de Campos.
El 1997 les restes van ser analitzades per un equip de l'Associació Espanyola de Paleopatologia i va determinar que el rei va morir a causa d'un estocada de llança a l'ull dret, que va arrencar-li també el maxil·lar superior. A més, va rebre una dotzena d'estocades a la part inferior del tronc. Probablement va morir a l'acte o va agonitzar arran de les infeccions.

### Successió
Amb ell va acabar la línia de reis descendents de Pelai I. El tron va passar a les mans de la seva germana Sança, que va cedir els seus drets al seu marit, Ferran I.